# Lekkoatletyka na Letnich Igrzyskach Olimpijskich 1904 – bieg na 2590 metrów z przeszkodami

Bieg na 2590 m z przeszkodami rozgrywano tylko jeden raz na igrzyskach olimpijskich – w Saint Louis w 1904, 4 lata wcześniej rozegrano bieg na dystansie o 90 metrów krótszym. Bieg odbył się 29 sierpnia 1904 na stadionie Francis Field należącym do Washington University. Zawodnicy mieli do pokonania płotki oraz rów z wodą na każdym okrążeniu. Startowało 7 lekkoatletów z 2 państw. Rozegrano od razu finał.

## Rekordy
| Rekord olimpijski | 7:34,6 | George Orton | Paryż (Francja) | 15 lipca 1900 |

## Finał
| lp | Imię i nazwisko  | Wiek | Reprezentacja     | Czas   | Uwagi |
| -- | ---------------- | ---- | ----------------- | ------ | ----- |
| 1  | Jim Lightbody    | 22   | Stany Zjednoczone | 7:39,6 |       |
| 2  | John Daly        | 24   | Wielka Brytania   | 7:40,6 |       |
| 3  | Arthur Newton    | 21   | Stany Zjednoczone | nn     |       |
| 4  | William Verner   | 21   | Stany Zjednoczone | nn     |       |
| nn | Harvey Cohn      | 19   | Stany Zjednoczone | nn     |       |
| nn | David Munson     | 20   | Stany Zjednoczone | nn     |       |
| nn | Richard Sandford |      | Stany Zjednoczone | nn     |       |

Daly prowadził od początku aż do ostatniego okrążenia, ale wyczerpany nie był w stanie odeprzeć ataku Lighbody’ego. Newton stracił do Daly’ego ok. 30 metrów. Dla Lightbody’ego był to debiut w biegu z przeszkodami.